# Beechcraft T-6 Texan II
Beechcraft T-6 Texan II je jednomotorový dvoumístný turbovrtulový dolnoplošník vyráběný společností Raytheon Aircraft Company (později Hawker Beechcraft, v současnosti Beechcraft Corporation).
Letoun T-6 používá USAF a US Navy k základnímu výcviku pilotů. Nahradil letouny T-37B Tweet (u letectva USA) a T-34C Turbo Mentor (u námořnictva USA). Letoun T-6A je rovněž používán k základnímu výcviku pilotů kanadských sil pod označením CT-156 Harvard II a dále v Německu, Řecku, Izraeli, Iráku a Maroku.

## Vývoj a popis
Letoun T-6 je vyvinut z letounu Pilatus PC-9, který byl podstatně změněn společností Raytheon Aircraft Company (jejíž součástí tehdy byla firma Beechcraft) na základě požadavku na tzv. "Společný základní letecký výcvikový systém" (Joint Primary Aircraft Training System (JPATS)) vyhlášený 18. května 1994 USAF a US Navy. Podobná dohoda existovala i v 80. letech mezi společnostmi Pilatus a British Aerospace na dodání letounu RAF, ačkoliv tenkrát soutěž vyhrál letoun Short Tucano. Vítěz výběrového řízení byl oficiálně vyhlášen 22. června 1995 a v únoru 1996 obdržel výrobce kontrakt na sériovou výrobu. Letoun T-6 byl označen dle jednotného systému značení vojenských letounů USA z roku 1962 a pojmenován byl podle letounu T-6 Texan, který sloužil v podobné službě desítky let před ním.
Značka Beechcraft byla v roce 2007 zakoupena od společnosti Raytheon společností Onex Corporation, která si ponechala jméno Hawker Beechcraft.

## Operační historie

### Spojené státy americké
První T-6A převzal 12. Flying Training Wing na základně Randolph AFB ve státě Texas v květnu 2000. Na letecké základně Laughlin začaly letouny T-6 létat v roce 2003, kde nahradily letouny T-37 v základním výcviku. Na letecké základně Vance se přechod od letounů T-37 na letouny T-6 uskutečnil v roce 2006. V tomto roce začalo i přezbrojování na letecké základně Columbus, na této základně vyřadili svůj poslední letoun T-37 v srpnu 2008. Poslední aktivní letouny T-37B v rámci USAF byly vyřazeny na letecké základně Sheppard v létě 2009.
Letouny T-6A také nahradily všechny letouny T-34C na námořní letecké základně Pensacola v rámci US Navy na začátku roku 2005 u jednotky Training Air Wing 6. Letouny T-6B začaly nahrazovat letouny T-34 v roli letounu pro základní výcvik námořních pilotů na námořní letecké základně NAS Whiting Field na konci léta 2006 u jednotky Training Air Wing 5 a počítá se, že letouny budou několik let působit společně, než se přejde zcela na typ T-6. Na námořní letecké základně v Corpus Christi nadále létají letouny T-34C, přechod na první letouny T-6B je plánován na rok 2012.

### Kanada

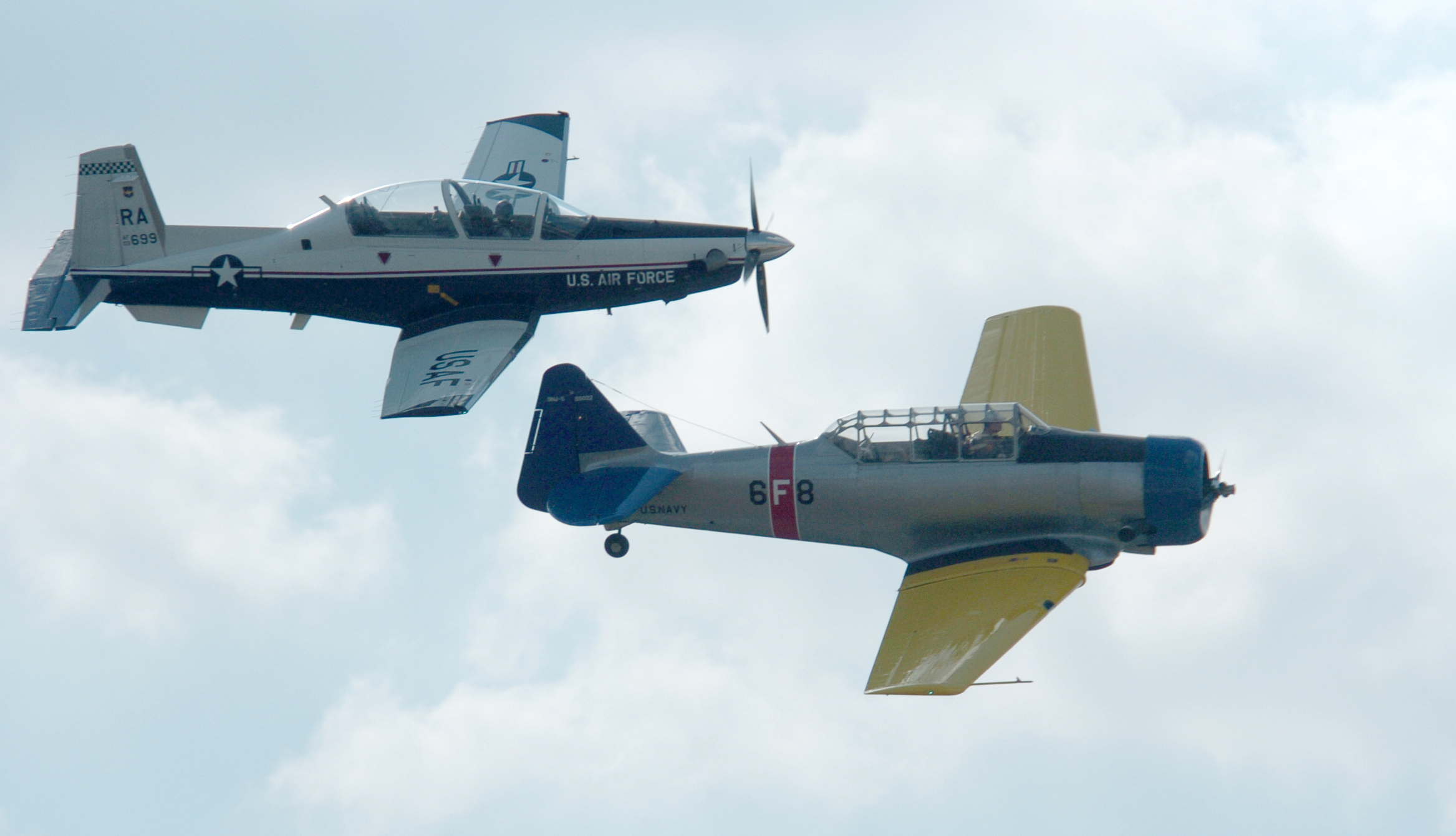
Původní letoun T-6A Texan (vpravo) spolu s novým letounem T-6 Texan II na základně Randolph, Texas v roce 2007

CT-156 Harvard II je variantou tohoto letounu, který je používán pro výcvik kanadských pilotů na základně Moose Bay, Saskatchewan ve středisku NATO Flying Training in Canada. Uspořádáním kokpitu, vystřelovacích sedadel a výkony letounu napodobují cvičný proudový letoun CT-155 Hawk. Letouny vlastní a udržuje společnost Bombardier a jsou Kanadě pronajímány.

### Řecko
Řecké vojenské letectvo používá 25 letounů T-6A a 20 letounů T-6A NTA. Jejich dodávky se uskutečnily v rozmezí let 2000 a 2003 na základě objednávky ze srpna 1999. Převzaly je jednotky 361. a 364. Mira Vassikis Ekpetheusis se základnou Kalamata.

### Izrael
9. června 2008 Defense Security Cooperation Agency (součást Ministerstva obrany USA) odsouhlasil prodej 25 letounů T-6A izraelskému vojenskému letectvu. V červenci 2009 Beechcraft dodal první čtyři z dvaceti objednaných letounů Izraeli, které mu přidělilo jméno Efroni.

### Irák
16. prosince 2009 byly dodány první 4 letouny z 15 objednaných letounů T-6A iráckému letectvu. Kontrakt má hodnotu 210 miliónů dolarů. Cena 14 miliónů dolarů za letoun zahrnuje i podporu a výcvik pilotů. Prvních 8 letounů zaplatila irácká vláda, dalších 7 letounů vláda USA.

### Maroko
V říjnu 2009 společnost Hawker Beechcraft oznámila prodej 24 letounů T-6C Marockému královskému letectvu.

### Thajsko
V říjnu 2020 objednáno 12 letounů T-6TH pro Thajské královské letectvo. Dodávky začnou roku 2022.

## Letecké nehody
- 28. listopadu 2007 – Ve 12:47 se v blízkosti letecké základny Columbus srazily dva letouny T-6 Texan II. Všichni čtyři členové posádek se bezpečně katapultovali.[16] Vyšetřování ukázalo, že za nehodou byla chyba pilota.[17]

- 11. července 2009 – T-6A z letecké základny Columbus během pádu těsně minul dům. Pilot se bezpečně katapultoval.[3]

- 15. července 2010 – Letoun T-6A Izraelského letectva sjel z přistávací dráhy během přistání na letecké základně Chacerim. Letoun byl pilotován kadetkou, která prováděla svůj první samostatný let. Pilotka se musela katapultovat a utrpěla jen lehká zranění. Letoun se zastavil krátce poté, byl však značně poškozen.[18]

- 24. září 2010 – Posádka letounu T-6A z letecké základny Laughlin se musela katapultovat poté, co letounu selhal motor. Letoun dopadl asi 40 km východně od letecké základny Laughlin poblíž města Spofford v Texasu. Nikdo nebyl zraněn. Byla to první nehoda letounu T-6 amerického letectva v roce 2010 a celkově šestá od jeho zavedení do služby.[19]

## Varianty

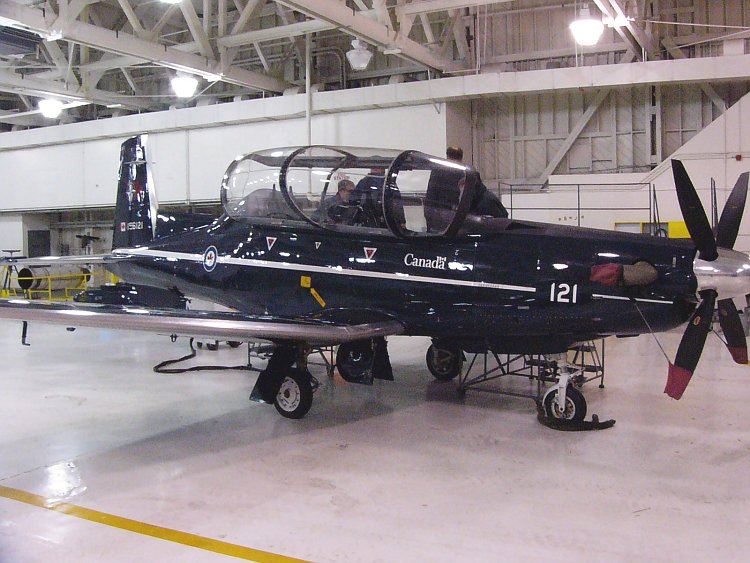
Kanadský CT-156 Harvard II na základně Moose Jaw v roce 2005

T-6A Texan II
Standardní verze pro USAF, US Navy a Řecké vojenské letectvo.
T-6A NTA Texan II
Ozbrojená verze letounu T-6A pro řecké letectvo. T-6A NTA může nést na závěsnících rakety, kulomety, přídavné palivové nádrže a bomby.
T-6B Texan II
Vylepšená verze letounu T-6A s digitalizovaným kokpitem, což zahrnovalo průhledový displej (HUD), šest multifunkčních displejů (MFD) a systém HOTAS (umístění ovládacích prvků na řídicí a plynovou páku). Zálet prototypu proběhl 12. května 2004.
AT-6B Texan II
Ozbrojená verze T-6B pro základní zbraňový výcvik, nebo pro lehké útočné akce CAS a COIN. Má stejný digitální kokpit, ale má vylepšené některé funkce a zabudované elektronické a optické senzory k ovládání zbraní. Výkon motoru byl zvýšen na 1 600 hp a konstrukce byla zesílena. První stroj této verze byl zalétán v září 2010.
T-6C Texan II
Vylepšená verze letounu T-6B se závěsníky pod křídlem.
T-6TH 
Verze pro Thajské královské letectvo.
CT-156 Harvard II
Verze letounu T-6A pro Kanadské ozbrojené síly (Canadian Forces). Uspořádání kokpitu je založeno na letounu CT-155 Hawk.

## Specifikace (T-6A)
Data pocházejí z „Fact File“ na stránkách US Navy a z údajů na stránkách výrobce. 

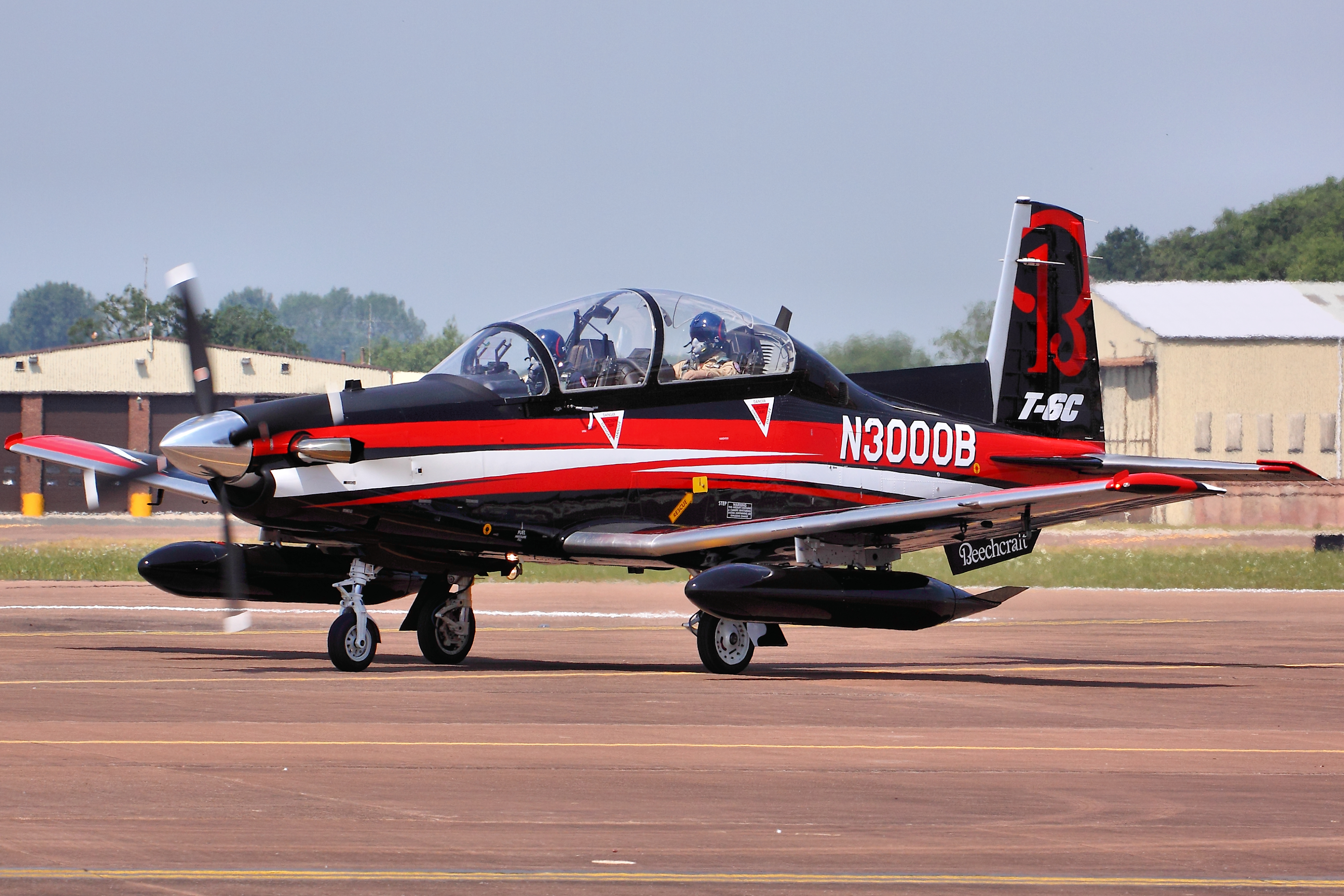
T-6C Texan II (N3000B)

### Technické údaje
- Posádka: 2 (instruktor a student)
- Rozpětí: 10,18 m
- Délka: 10,12 m
- Výška: 3,29 m
- Nosná plocha: 16,29 m²[23]
- Plošné zatížení: 181 kg/m²
- Prázdná hmotnost: 2 268 kg
- Max. vzletová hmotnost : 2 948 kg
- Pohonná jednotka: 1× turbovrtulový motor Pratt & Whitney Canada PT6A-68 se čtyřlistou stavitelnou vrtulí Hartzel
- Výkon pohonné jednotky: 1 100 k (820 kW)

### Výkony
- Cestovní rychlost: 500 km/h (270 uzlů, 311 mph) ve výšce 305 m (1 000 stop)
- Maximální rychlost: 585 km/h (316 uzlů, 364 mph) ve výšce ? m
- Dolet: 1 368 km (850 námořních mil)
- Dostup: 9 450 m (31 000 stop)
- Stoupavost: 23 m/s (1 372 m/min) (pozn. neověřený údaj z anglické wikipedie)

## Uživatelé
Argentina

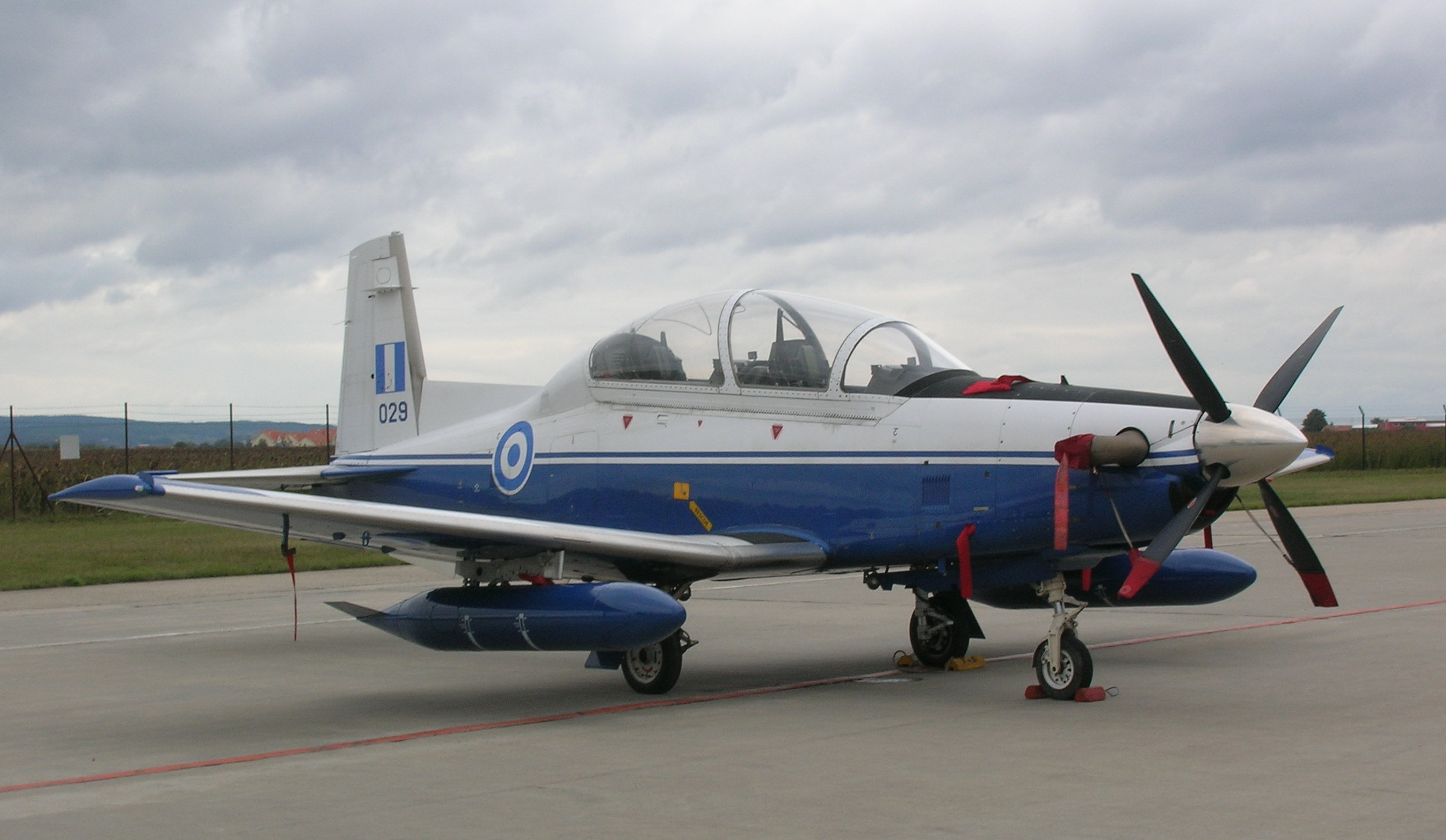
T-6A Texan II řeckého letectva na CIAF v Brně

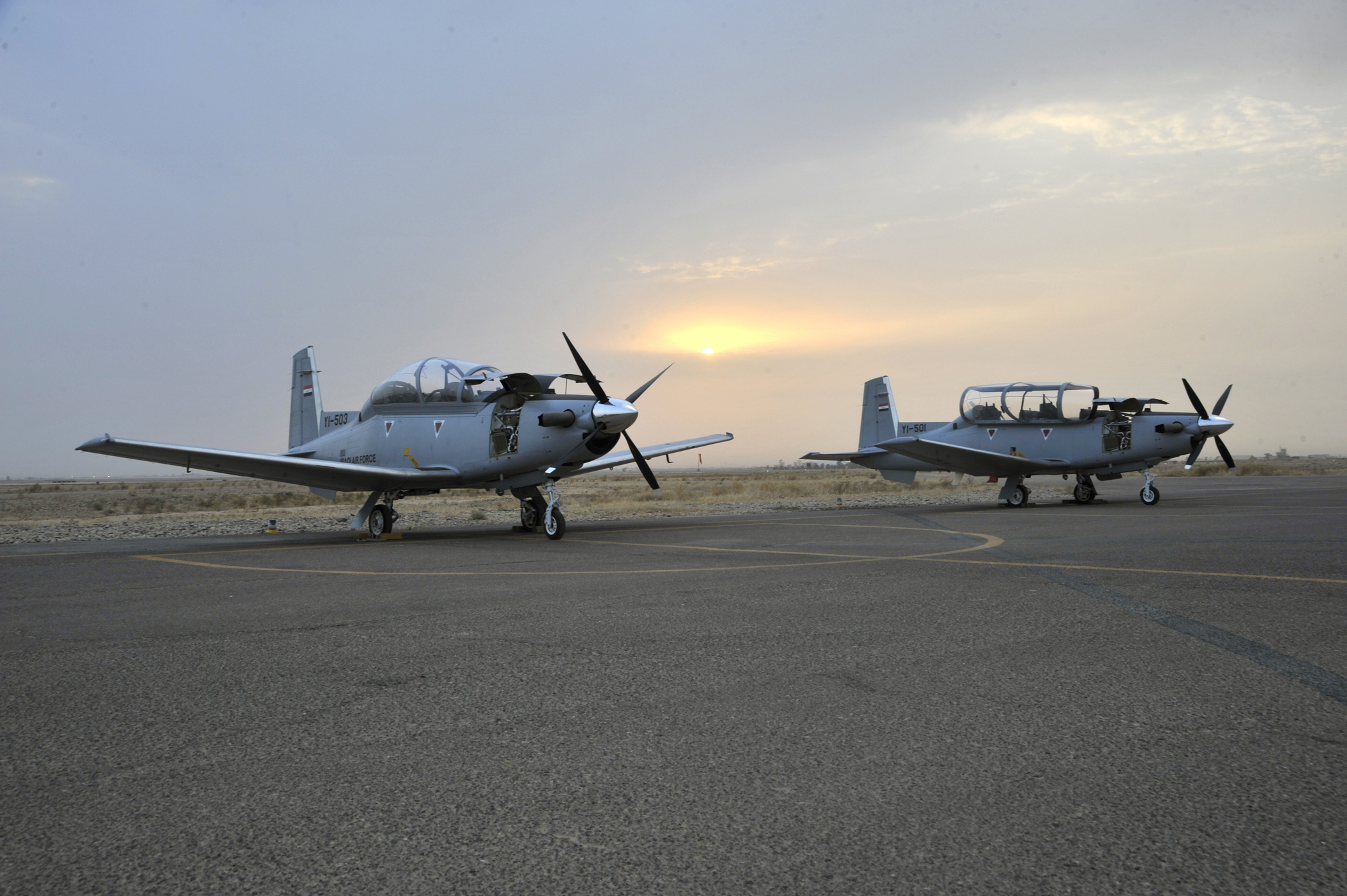
T-6A Texan II iráckého letectva

- Argentinské letectvo – objednáno 12 letounů, první 4 dodány v říjnu 2017.[24]

 Irák
- Irácké letectvo – objednáno 15 letounů T-6A[25]

 Izrael
- Izraelské vojenské letectvo

 Kolumbie
- Kolumbijské letectvo - v květnu 2021 dodány první 2 kusy z osmi objednaných[26]

 Maroko
- Marocké královské letectvo – objednáno 24 letounů T-6C[14]

 Kanada
- Kanadské síly (Canadian Forces)[6]

 Německo
- Luftwaffe (používá je pro piloty trénující v USA, letouny mají značení USAF)[23]

 Řecko
- Řecké vojenské letectvo

 Spojené státy americké
- Letectvo USA (USAF)
- Námořnictvo USA (US Navy)

 Thajsko
- Thajské královské letectvo - objednáno 12 kusů ve verzi T-6H[27]